# KBS 부산 초대석
《KBS 부산 초대석》 KBS 부산방송총국 제작/방송된 텔레비전 프로그램이다.

## 기획 의도
부산광역시 지역 행사 녹화와 재방 프로그램을 편성했던 프로그램이다.